# De schacht
De schacht is een hoorspel van André Kuyten. De NCRV zond het uit op maandag 28 november 1966. De regisseur was Johan Wolder. De uitzending duurde 72 minuten.

## Rolbezetting
- Hans Karsenbarg (Jim Wycliffe)
- Maria de Booy (Maureen, zijn vrouw)
- Paul van der Lek (Thomas Brooke, zijn schoonvader)
- Sacco van der Made (John Creighton)
- Frans Koppers (Patrick O'Hara)
- Eva Janssen (Clemmie, zijn vrouw)
- Martin Simonis (Nigel Hulme)
- Gerrie Mantel (Colin Wells)
- Bert van der Linden (Ellie Wells)
- Wam Heskes (Whitehead)
- Coen Pronk (Keegan)
- Willy Ruys (dr. Wynn)

## Inhoud
Er wordt een onderzoek ingesteld in een schacht van een oude tinmijn te Connacht, die in 1946 ontruimd is. De helft van de schacht staat onder water. In geen tien jaar meer is er iemand in geweest. Doel van het onderzoek is vast te stellen of er onder bepaalde omstandigheden weer in gewerkt kan worden. Tijdens een onderzoek in de gangen vindt een instorting plaats. Vijf mannen, onder wie de jonge zoon van de directeur van de mijn, komen klem te zitten, tachtig meter onder de grond. De zoon van de directeur krijgt een shock. Wanneer zal men er boven achter komen dat de mannen niet boven water zijn gekomen? Zou de lift nog werken of zou ook de liftschacht onbruikbaar zijn? Vragend die aarzelend worden gesteld en niet beantwoord. De kans op redding lijkt verkeken. In dit zwarte woud wacht de dood! Een lelijk woord. Een woord dat inhoudloos omlaag tuimelt. Wat is dood? Dood is niets. Leven en werken op aarde, al zou het zijn als de armste sterveling, lijkt duizend maal verkieslijker…